# ポペ
ポペ（Po'pay, およそ1630年-1692年より前）は、オーケイ・オウィンジェ(Ohkay Owingeh, 公式にはサンフアン・プエブロとして知られる集団)出身のテワの宗教上のリーダーで、1680年スペインの植民地支配に対する、いわゆるプエブロの反乱を率いた。
スペイン人宣教師たちの先住民インディアンに対する強制改宗が行われていた中で、ポペは1675年、「魔術」を使ったかどで告発、逮捕されて裁判を受けた、47名のインディアンのうちの一人だった。有罪とされた3名は彼らのそれぞれの村々から連行され、2名は絞首刑にされ、1名はスペインがする前に首吊り自殺をした。残った44名は衆目の前で鞭打ちの刑にされ、収監された。
アパッチとの戦争のため大人数の兵士が遠くに出かけていなかったために、スペイン領総督のフアン・フランシスコ・デ・トレビニョは、ほどなくして囚人たちを解放した。ポペは帰宅し、起こったことに深い侮辱を感じた。それからすぐに、彼は北のタオス・プエブロへ移動し、1680年のプエブロの反乱を計画した。
1692年、ポペの死のすぐ後、スペインの支配は復活した。しかし以前よりは譲歩した統治であった。この新しい時代において、スペインはプエブロの言語と宗教を積極的に破壊しようとは試みず、それで現在もなおプエブロ文化は残っている。このことを理由として、ニューメキシコ州民は、2005年9月22日、ワシントンD.C.の国立彫像ホール・コレクションにポペの銅像を創ることを選んだ。それはニューメキシコ州を代表する彫像の2体のうちのひとつである。